# Bram Delvaux
Bram Delvaux, né le 19 septembre 1977 à Tirlemont, est un homme politique belge, membre de l'Open Vld.

## Biographie
Bram Delvaux nait le 19 septembre 1977 à Tirlemont.
Le 17 mars 2020, étant suppléant de la liste Open Vld dans la circonscription de la province du Brabant flamand, il devient député fédéral à la Chambre des représentants à la suite de l'entrée de Maggie De Block dans le gouvernement Wilmès II.
Le 1 octobre 2020, Bram Delvaux cesse de siéger car Maggie De Block démissionne de ses fonctions de ministre et reprend son mandat parlementaire.